# カールトン・キューズ
アーサー・カールトン・キューズ（Arthur Carlton Cuse、1959年3月22日 - ）は、アメリカ合衆国の脚本家、プロデューサーである。アメリカ合衆国のテレビシリーズ『LOST』のプロデューサーの1人として知られ、2010年には『タイム』誌の「世界で最も影響力がある100人」に選ばれた。またトランスメディア・ストーリーテリングの先駆者として知られる。

## 生い立ち
メキシコのメキシコシティで生まれる。両親はアメリカ人であったが、工作機械製造事業を行っていた祖父がいるメキシコで働いていた。父方の祖父母はラトビア系である。数年メキシコで過ごした後、両親と共にボストンへ移った。さらにその数年後にはカリフォルニア州へ移った。ローマ・カトリック教徒として育てられた。

## 大学時代
大学はハーバード大学へ通い、ボート部に入った。当初は医学部へ通うつもりであったが、アメリカ史に変更した。
大学時代にパラマウント映画の『フライングハイ』のテストスクリーニングに参加し、映画業界への興味を抱いた。
同級生のハンス・トビーソンと組んでドキュメンタリー『Power Ten』を製作した。

## キャリア
1984年にバーナード・シュワルツのアシスタントプロデューサーとなり、ジェシカ・ラング監督の『ジェシカ・ラングの スウィート・ドリーム』に参加した
1986年、友人のデヴィッド・J・バークの紹介によりマイケル・マン製作総指揮のテレビシリーズ『クライム・ストーリー』の脚本家として雇われる。
脚本家のジェフリー・ボームとパートナーシップを形成し、彼が『リーサル・ウェポン2/炎の約束』、『リーサル・ウェポン3』、『インディ・ジョーンズ/最後の聖戦』に参加した際に助けた。
1994年から1995年に企画したテレビシリーズ『ブリスコ・カウンティJr./秘球の伝説』が放送された。
『ブリスコ』の後にキューズはドン・ジョンソンと会い、『刑事ナッシュ・ブリッジス』を企画した。1996年から2001年までCBSで6シーズン、全121話が放送された。同じくCBSで1998年から2000年には、アーセニオ・ホールと サモ・ハン・キンポーが出演するシリーズ『L.A.大捜査線 マーシャル・ロー』の企画・製作総指揮を務めた。

### 『LOST』（2004年 - 2010年）
ABCのテレビシリーズ『LOST』ではデイモン・リンデロフと共にエグゼクティブ・プロデューサーとショーランナーを務めた。彼らは『刑事ナッシュ・ブリッジス』の第6シーズンで出会い、キューズはその当初はリンデロフを脚本家として雇った。数年後、リンデロフはJ・J・エイブラムスと共に『LOST』のパイロット版を執筆した。『LOST』のパイロット版の撮影が終了した直後、エイブラムスは『ミッション:インポッシブル3』のために番組を降板した。リンデロフはショーランナーの経験がなく、キューズにアドバイスを求め、番組に招いた。
『LOST』では以下のエピソードの脚本を執筆した。
- 第1シーズン第13話「ケースの中の過去（英語版）」 ハビエル・グリロ＝マルクスアチ（英語版）と共同
- 第1シーズン第19話「啓示（英語版）」 デイモン・リンデロフと共同
- 第1シーズン第23–25話「迫りくる脅威 / 暗黒地帯 / 漆黒の闇（英語版）」 デイモン・リンデロフと共同
- 第2シーズン第5話「探しもの（英語版）」 デイモン・リンデロフと共同
- 第2シーズン第7話「知られざる48日（英語版）」 デイモン・リンデロフと共同
- 第2シーズン第10話「詩篇23章（英語版）」 デイモン・リンデロフと共同
- 第2シーズン第14話「捕らえられた男（英語版）」 デイモン・リンデロフと共同
- 第2シーズン第17話「封鎖（英語版）」 デイモン・リンデロフと共同
- 第2シーズン第21話「死者の伝言（英語版）」 デイモン・リンデロフと共同
- 第2シーズン第23–24話「旅路の果て / 破滅の刻（英語版）」 デイモン・リンデロフと共同
- 第3シーズン第3話「次なる導き（英語版）」 エリザベス・サーノフと共同
- 第3シーズン第6話「誓い（英語版）」 デイモン・リンデロフと共同
- 第3シーズン第7話「偽りの場所（英語版）」 ジェフ・ピンクナーと共同
- 第3シーズン第11話「コード77（英語版）」 デイモン・リンデロフと共同
- 第3シーズン第16話「新たな仲間（英語版）」 ドリュー・ゴダードと共同
- 第3シーズン第19話「報い（英語版）」 デイモン・リンデロフと共同
- 第3シーズン第22–23話「決行 / 終わりの始まり（英語版）」 デイモン・リンデロフと共同
- 第4シーズン第1話「選択（英語版）」 デイモン・リンデロフと共同
- 第4シーズン第5話「定数（英語版）」 デイモン・リンデロフと共同
- 第4シーズン第12–14話「オーシャニック6 / 基地オーキッド / 帰還（英語版）」 デイモン・リンデロフと共同
- 第5シーズン第1話「責めを負う者（英語版）」 デイモン・リンデロフと共同
- 第5シーズン第6話「316（英語版）」 デイモン・リンデロフと共同
- 第5シーズン第7話「ジェレミー・ベンサムの生と死（英語版）」 デイモン・リンデロフと共同
- 第5シーズン第11話「未だ見ぬ過去（英語版）」 デイモン・リンデロフと共同
- 第5シーズン第16–17話「ジェイコブ / 運命の午後（英語版）」 デイモン・リンデロフと共同
- 第6シーズン第1–2話「LA X / テンプル（英語版）」 デイモン・リンデロフと共同
- 第6シーズン第5話「灯台（英語版）」 デイモン・リンデロフと共同
- 第6シーズン第11話「目覚めの時（英語版）」 デイモン・リンデロフと共同
- 第6シーズン第15話「白と黒（英語版）」 デイモン・リンデロフと共同
- 第6シーズン第17–18話「終幕」 デイモン・リンデロフと共同

### ベイツ・モーテル
2013年から2017年までは『ベイツ・モーテル』のショーランナー、制作総指揮、脚本を担当している。

### ストレイン 沈黙のエクリプス
2014年から2017年までは『ストレイン 沈黙のエクリプス』の複数話の脚本と監督を務めている。

### ジャック・ライアン
2018年からはAmazonビデオのドラマシリーズ『ジャック・ライアン』のショーランナー、製作総指揮、脚本を務めている。
- 第1シーズン第1、2、3、4、8話、第2シーズン第1、7、8話をグラハム・ローランドと共同脚本